# عقد إداري
العقد الإداري هو اتفاق يتم بموجبه تفويض السيطرة التشغيلية للمؤسسة بموجب عقد إلى مؤسسة منفصلة تتولى المهام الإدارية الأساسية مقابل رسوم. على عكس الترتيبات مثل الامتياز أو الترخيص، حيث يكون التركيز على بيع طريقة التشغيل، فإن عقود الإدارة تنطوي على التنفيذ الفعلي لتلك العمليات. يمكن أن تشمل هذه العقود مجموعة واسعة من الوظائف، بما في ذلك التشغيل الفني لمنشأة الإنتاج، وإدارة شؤون الموظفين، والمحاسبة، وخدمات التسويق، والتدريب.
في آسيا، تعمل العديد من الفنادق بموجب عقود إدارية، حيث يمكنها بسهولة الحصول على وفورات الحجم، وأنظمة الحجز العالمية، والاعتراف بالعلامة التجارية، وغيرها من المزايا. وليس من غير المعتاد أن يتم توقيع العقود لمدة 30 عامًا، وتكون رسومها مرتفعة مثل 3.5% من إجمالي الإيرادات و6-10% من إجمالي الربح التشغيلي. استخدمت العقود الإدارية على نطاق واسع في صناعة الطيران، خاصة في الحالات التي تقيد فيها إجراءات الحكومة الأجنبية طرق الدخول الأخرى. غالبًا ما يتم تشكيل عقود الإدارة عندما يكون هناك نقص في المهارات المحلية لإدارة المشروع. وهو بديل للاستثمار الأجنبي المباشر لأنه لا ينطوي على مخاطر عالية ويمكن أن يحقق عوائد أعلى للشركة. يعود تاريخ أول عقد إدارة مسجل من قبل شركة كانتاس ودنكان أبتون إلى عام 1978.

## الفرق بين عقد الإدارة والامتياز
في إدارة الأعمال، الامتياز هو علاقة تعاقدية بين مانح الامتياز (مالك الشركة) والحاصل على الامتياز (مشتري اسم العلامة التجارية). يسمح مانح الامتياز لمالك الامتياز باستخدام علامته التجارية مع أنظمة وعمليات أعمال معينة مقابل رسوم.
عادة ما يخلط طلاب الأعمال بين مفهومي عقود الإدارة والامتياز. على الرغم من وجود العديد من القواسم المشتركة (كلاهما يكسب عن طريق بيع الأصول غير الملموسة، وكلاهما تابع لشركة أخرى) فإن عقد الإدارة يعمل كإطار ويوفر التكوين والهيكل للشركة وأعضائها، في حين يظل أصحاب الامتياز مستقلين.

## بعض الأنواع الشائعة من عقود الإدارة

### عقود إدارة الفنادق
عقد إدارة الفندق هو اتفاق مكتوب بين مالك الفندق ومشغله. أساس هذه العلاقة هو أن المشغل يتولى الأعمال اليومية للفندق وجميع المسؤوليات الإضافية مثل الصيانة ووإدارة المكاتب الأمامية والتدبير المنزلي والتعامل مع الأطعمة والمشروبات والبيع. يمنح عقد الإدارة المشغل سلطة تعيين وإنهاء خدمة الموظفين. بينما يقوم المالك بتمويل المشاريع الرأسمالية للفندق والموافقة عليها، يتم تفويض المسؤولية الفعلية عن تنفيذها إلى المشغل.
غالبًا ما تكون عقود إدارة الفنادق واسعة النطاق ومعقدة، وتتضمن مفاوضات تركز على الموازنة بين سلطة المالك وحقوق المشغل. يتم تقديم المسودة الأولية من قبل المشغل المحتمل. عادة ما يكون ذلك في صالح المشغل حتى يتمكن المشغل من الحصول على عقد طويل الأجل. يسعى المشغل إلى الاستقلالية دون تدخل من المالك بينما يتطلب في الوقت نفسه تدفقًا ثابتًا للاستثمار من أجل التوسع والتطوير المستمرين للمشروع..
والغرض الرئيسي من هذه الاتفاقية هو افتقار مستثمري بعض الفنادق إلى المهارة والمعرفة اللازمة لتشغيلها. فهم مجرد رجال أعمال يتمتعون بوضع مالي جيد. يفتقرون إلى الخبرة في هذا المجال. ولذلك، فهم بحاجة إلى مساعدة شركات الإدارة التي يمكنها الحصول على نتائج استثماراتهم.
العناصر الرئيسية في العقد
- شروط وأحكام الاتفاقية
- مدة ومتانة الاتفاقية
- إجراءات الإنهاء المبكر من قبل أي من طرفي العقد
- وثائق التأمين الخاصة بالفندق وأصوله الثابتة.
- ملكية شركة الإدارة أو الاستثمار
- شروط العقد في حالة بيع الفندق
- رسوم الحوافز المكتسبة أو العقوبات المقدرة المتعلقة بالأداء التشغيلي
- التفرد لشركة الإدارة
- حالة الموظفين

### عقود إدارة البناء
عقد إدارة البناء هو اتفاق بين المستثمر والباني، وعادة ما يستخدم لمشاريع البناء. يبدأ هذا العقد بشكل عام من قبل العميل (المستثمر) خلال المراحل الأولى من المشروع. تمتد العلاقة بين العميل ومقاول الإدارة إلى أنشطة ما قبل البناء والتشييد. يتحمل المقاول الإداري المسؤولية عن جميع الجوانب الإدارية والتشغيلية لمشروع البناء. تبدأ مشاركة المستثمر عادة بتعيين مقاول الإدارة وتمتد حتى الانتهاء من بناء المشروع. طوال هذه الفترة، يشرف مقاول الإدارة على جميع المهام.
يكون مقاول الإدارة مسؤولاً عن أي مطالبات عقد من الباطن ناتجة عن أوجه القصور في الأداء الخاص به. يتضمن تحديد العناصر التي سيتم تضمينها في المشروع، وتصميم تلك العناصر، والاستفادة من الخبرة الإدارية لمنظمة المقاولين للمساعدة في تطوير التصميم، وتنسيق التفاعل بين التصميم والبناء، وتنفيذ البناء، والتخطيط للالتزام بأهداف محددة مسبقًا. التكلفة المستهدفة والإطار الزمني للتسليم للمشروع.

## قراءة إضافية
- العقود الإدارية على ضوء نظام المنافسات والمشتريات السعودي: سالم المطوع، د. إبراهيم العساف